# Babie
Babie (in ungherese Babáfalva, in tedesco Frauenbach) è un comune della Slovacchia facente parte del distretto di Vranov nad Topľou, nella regione di Prešov.

## Storia
Il villaggio è menzionato per la prima volta nel 1330 con i nomi di Babapateca e Babapataka. All'epoca apparteneva alla Signoria di Medzianky. Successivamente passò alla Signoria di Chmeľov e poi a quella di Kamenica. Nel XV secolo venne acquistato dai conti Szécsey per poi passare ai nobili Soos. Nel XVIII secolo appartenne ai Feyerváry e, nel XIX secolo ai Semsey.